# 大和水銀鉱山
大和水銀鉱山（やまとすいぎんこうざん）は、奈良県宇陀郡菟田野町（現・宇陀市菟田野）にあった水銀鉱山。

## 概要
中央構造線以北、西南日本内帯。室生火山群の南東に位置している。室生火山群の火山岩が変質した白土の節理に層状に自然水銀や水銀の原料ともなる辰砂（水銀朱）が含まれ、その鉱床が宇陀山地（宇陀市南部）にも達しており、露頭している場所を中心に古来から採掘が行われていた。水銀や辰砂（鮮血色をしている）は古代においては特性や外見から不死の薬として珍重された（毒であるが。詳しくは水銀中毒を参照）。水銀単体としてはめっきを行うために必要であり、辰砂はその色から古墳の内壁や石棺の彩色、壁画に使用された。
また、『万葉集』には宇陀の辰砂を詠んだものがある。
「大和の 宇陀の真赤土（まはに）の さ丹つかば そこもか人の わをことなさむ」（巻7-1376）
内容は「宇陀の真赤土で紅化粧をすれば、世間の人は私をなんと噂するでしょうか。それであの人が私を振り向いてくれれば」というもの。真赤土や丹は辰砂のことであり、当時の貴族らの化粧品として使われていたことをうかがわせる。

### 近代
明治に入ると積極的に探鉱が行われるようになり、1909年（明治42年）に岡山県出身の景山和民が今の宇陀市菟田野大沢で有望な露頭（鉱脈）を発見し、小規模ながら製錬所が建てられ、水銀の生産が始まった。小規模であるものの、当時の日本で数少ない水銀鉱山であった。大規模に採掘されるようになったのは昭和初期、1931年（昭和6年）に大和水銀鉱業（注・野村鉱業の前身であるヤマト鉱業とは別会社。後掲の宇部曹達工業の関連会社）が開業して以降。同年にはそれまでのレトルト炉に加えて、アメリカから輸入されたロータリーキルンが新設された。水銀に富む精鉱はレトルト炉で、貧弱な精鉱はロータリーキルンで処理された。しかし、成果が思わしくなく、後に山元での製錬は中止。終戦まで大阪市内にあった他社の水銀製錬所に売鉱していた。その後、戦時中に国策会社である帝国鉱業開発に経営が移譲され、戦後になり大和水銀鉱業に返還されたともいわれる。戦後、1951年（昭和26年）に宇部曹達工業も開業するが、1955年（昭和30年）以降は二社の鉱山が合併した上で野村鉱業に譲渡された。野村鉱業は、関連会社として大和金属鉱業を設立し、以降は同社の経営となる。
古代から細々と採掘が続いていた事から、新鉱床の発見および製錬技術の改革による生産量の増加が必要とされた。大和水銀鉱業時代に一旦は挫折した、アメリカ製のロータリーキルンなど最新設備の導入。この製錬所は当時としてはオートメーションが行き渡った施設だった。また、近隣の旧鉱および全国各地の旧水銀鉱山を探鉱・試掘するなど増産に努めた。自前の水銀鉱石採掘量では足りず、隣の三重県にある丹生鉱山（1956年（昭和31年）以降は大和金属鉱業所有）で採掘される水銀鉱石や、1964年（昭和39年）からヨーロッパ産水銀鉱石の輸入を始め、当地で製錬し、水銀の生産を行なった。最盛期には国内最大の産出量のあったイトムカ鉱山（北海道・野村鉱業、のちに野村興産）に次ぐ規模となった（厳密な比較にはならないが、参考までに大和水銀鉱山の月産水銀生産量は最大4トン（戦後、最盛期）で、イトムカ鉱山は月産30トン（戦中、最盛期）であった）。
しかし、ヨーロッパ産及び丹生産の鉱石は不純物が多く、製錬の過程でヒ素など有害物質を多く放出し環境問題となる。また、1970年（昭和45年）前後には水銀公害（水俣病）が社会問題化していた。鉱山側は公害対策を行なったものの水銀自体の需要低迷などが重なって、1971年（昭和46年）に大和水銀鉱山は閉山。大和金属鉱業は採掘・製錬事業から撤退した。その後、環境計量証明事業や産業廃棄物処理業、（乾電池や試薬に使用される）水銀化合物製造などに事業を転換している。なお、大和金属鉱業は閉山後の1974年（昭和49年）に野村鉱山（のちに野村興産）に買収され子会社となり、2001年（平成13年）に親会社の野村興産に吸収された。現在、鉱山跡は同社の環境センターとなっている。鉱山の設備はほぼ全て撤去されており、わずかに景山神社（発見者の景山和民を祀る山神社）などが残る。

## 周辺の水銀鉱山
大和水銀鉱山以外にも水銀鉱石を産出する鉱山があったが、神生水銀鉱山以外は、いずれも戦中に採掘が開始された小規模なもので、終戦とともに閉山している。
- 神生水銀鉱山（宇陀市菟田野駒帰） - 1961年（昭和36年）まで操業。レトルト炉式の製錬所を設置していた。
- 白木水銀鉱山（宇陀市菟田野古市場）
- 南都水銀鉱山（宇陀市菟田野見田）
- 藤井水銀鉱山（宇陀市菟田野藤井）
- 東郷水銀鉱山（宇陀市菟田野東郷）
- 新羅貴水銀鉱山（宇陀市菟田野向崎）
- 多武峰水銀鉱山（桜井市針道） - 水銀軟膏の原料用鉱山として原沢製薬工業の経営者・原沢福康が1942年（昭和17年）に買収[6]。製錬も行なわれていた[7]。戦後は休山となった。
- 黒木水銀鉱山（宇陀市大宇陀黒木）
- 大東水銀鉱山（宇陀市大宇陀大東）
- 大蔵鉱山（宇陀市大宇陀栗野）